# Behaviour (kortfilm)
 For alternative betydninger, se Behaviour. (Se også artikler, som begynder med Behaviour)
Behaviour er en kortfilm fra 2009 instrueret af Daniel Joseph Borgman efter eget manuskript.